# Comunidades de marca
Una comunidad de marca (en inglés. brand community) es un concepto del campo del marketing y comportamiento del consumidor que propone que los seres humanos forman relaciones sociales basadas en el vínculo a una marca. Una comunidad de marca se refiere a relaciones sociales estructuradas en las que los participantes comparten su admiración y conexión hacia una marca que experimentan mediante rituales compartidos, tradiciones y un sentido de responsabilidad hacia el resto de miembros. El término habitualmente se refiere a la intersección entre marca, identidad individual y cultura.   

## Descripción

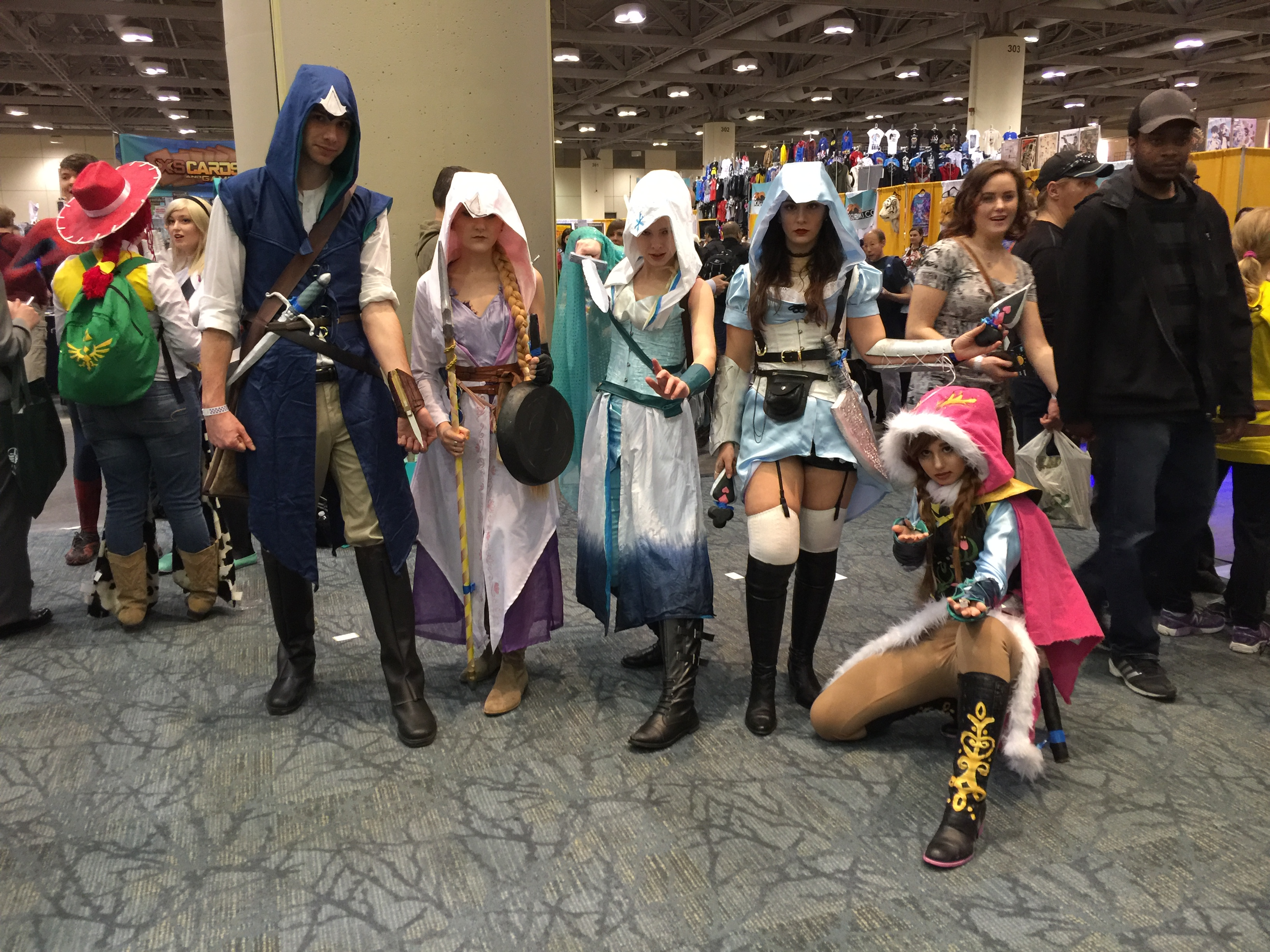
Una comunidad de cosplayers en Comicon 2017

El concepto comunidad de marca representa a grupos sociales en los que los participantes se relacionan alrededor de actividades de mercado, usualmente marcas comerciales. Durante los años 1990, el concepto fue desarrollado como parte de la teoría de cultura de consumo. Albert Muniz y Thomas O´Guinn definen la comunidad de marca como "una comunidad especializada que no se encuentra atada a un lugar geográfico en concreto en el que los participantes desarrollan relaciones sociales estructuradas con base en una marca."  
Las comunidades de marca reflejan la importancia social de las marcas más allá del intercambio comercial, ya que los participantes usan productos comerciales como parte de su identidad personal y de grupo. Es decir, las comunidades de marca se desarrollan en la intersección de ofertas de mercado, identidad, y cultura.
Las comunidades de marca tienen tres características distintivas:
- Conciencia compartida (en inglés, shared consciousness) significa que los participantes tienen claro que son miembros de una comunidad distintiva y sienten que su grupo es especial.
- Rituales y tradiciones son los comportamientos distintivos, incluyendo el uso, modismos, saludos, y vestuario, que indica pertenencia a la comunidad.
- Responsabilidad moral (en inglés, moral responsibility) indica un sentido de responsabilidad que se manifiesta cuando otros participantes requieren apoyo, y que lleva a los participantes a ayudar a otros participantes y a la comunidad como tal.

Algunos ejemplos de comunidades de marca incluyen: 
- Fans de la marca de motocicletas Harley-Davidson quienes comparten un estilo de vida centrado en la marca[5]
- Fans de la marca Nutella que se juntan para intercambiar experiencias de la marca[6]
- Participantes cosplay que generan experiencias lúdicas compartidas con disfraces de personajes de cultura popular.[7]
- Quienes disfrutan de bailar salsa como producto comercial y no necesariamente por tradición cultural.[4][8]
- Jugadores del juego coleccionable Warhammer, quienes conviven a través del juego.[9]

Las comunidades de marca no solamente se reúnen para consumir productos, sino que en ocasiones participan en la generación de variantes e innovaciones. Por lo tanto, las comunidades de marca son importantes centros de innovación dirigida por usuarios. Por ejemplo, algunas de las variaciones de deportes de tabla, como el kitesurfing y stand-up-paddling, surgieron como innovaciones dirigidas por consumidores.

## Variaciones
Mientras que el concepto de comunidad de marca implica relaciones sociales centradas en una marca que perduran en el tiempo, existen variaciones
- Las tribus de consumo se refieren a grupos efímeros e impermanentes que carecen de una jerarquía estructurada y un liderazgo organizado.[4][11]
- Las subculturas de consumo basan su identidad personal en el consumo de bienes y marcas comerciales, pero carecen de un sentido de responsabilidad mutua con otros participantes.[5]